# Ibrahim Najm Eddine
Ibrahim Najm Eddine (en arabe : إبراهيم نجم الدين) ou Brahim Najmeddine, né le 5 janvier 1993, est un footballeur marocain évoluant au poste de défenseur central au Wydad de Casablanca.

## Biographie
Le 10 août 2020, il inscrit son premier but en Botola Pro, lors de la réception de l'Olympique de Khouribga (victoire 3-2).
En 2020, il participe à la Ligue des champions d'Afrique avec le club du Wydad. Il s'incline en demi-finale face au club égyptien d'Al Ahly.

## Palmarès
Wydad AC
- Championnat du Maroc :
  - Vice-champion : 2019-20.